# Theridion bicruciatum
Theridion bicruciatum là một loài nhện trong họ Theridiidae.
Loài này thuộc chi Theridion. Theridion bicruciatum được Carl Friedrich Roewer miêu tả năm 1961.